# Harry Potter og Dødsregalierne
|  | Denne artikel omhandler romanen. For filmene, se Harry Potter og Dødsregalierne - del 1 og del 2. |
Harry Potter og Dødsregalierne (originaltitel Harry Potter and the Deathly Hallows) er den syvende og sidste bog i Harry Potter-serien af den britiske forfatter J. K. Rowling. Bogen blev udgivet 21. juli 2007, og sluttede dermed serien som begyndte i 1997 ved udgivelsen af Harry Potter og De Vises Sten. Denne bog omhandler begivenhederne direkte efter Harry Potter og Halvblodsprinsen (2005), og fører frem til den længe-ventede endelige konfrontation mellem Harry Potter og Voldemort. Den danske udgave udkom 10. november 2007 klokken 00.01 om natten.
Harry Potter og Dødsregalierne blev udgivet i Rowlings hjemland Storbritannien af Bloomsbury Publishing, mens den i Danmark blev udgivet af Gyldendal. Den brød alle salgsrekorder som den hurtigst-sælgende bog nogensinde da den blev udgivet på verdensplan i 93 lande. Bogen solgte 15 millioner eksemplarer i de første 24 timer efter den officielle udgivelse, deriblandt mere end 11 millioner alene i USA og Storbritannien. Den tidligere rekord, 9 millioner på sin første dag, var holdt af Harry Potter og Halvblodsprinsen.
Dødsregalierne vandt flere priser, deriblandt Colorado Blue Spruce Book Award i 2008, og blev valgt som "Bedste bog for unge voksne" af American Library Association. Modtagelsen af bogen var generelt positiv, selvom nogle anmeldere følte af figurerne var gentagende, og ikke ændrede sig. Bogen blev filmatiseret i to dele; del 1 og del 2, udgivet henholdsvis i 2010 og 2011.

## Handling

### Afsked med familien Dursley
Harry, og familien Dursley siger farvel til hinanden, ganske få dage før Harry bliver myndig på sin 17-års fødselsdag, den dag hvor de beskyttende formularer vil holde op med at virke, og hvor Harry vil være sårbar over for Lord Voldemort. For at undgå at bringe Harry i denne store fare vælger Fønix-ordenen at flytte Harry til et sikkert gemmested. For at det skal lykkes, bruger de en Polyjuice Eliksir, for at seks af dem kommer til at ligne Harry, dette gøres for at snyde dødsgardisterne, da de først tror, at Harry vil blive hentet den 30. juli, dagen før Harrys fødselsdag. De seks falske Harry'er: Ron, Hermione, Fred, George, Fleur og Mundungus Fletcher. Alligevel bliver den ægte Harry overfaldet af Voldemort og hans dødsgardister. Harry undslipper med nød og næppe til familien Tonks' hus, hvor han tager en transitnøgle til Vindelhuset, men hans ugle Hedvig og Skrækøje Dunder bliver begge dræbt.
Et par dage senere ankommer ministeren for magi, Rufus Scrimgeour, for at overgive Harry, Ron Weasley, og Hermione Granger de ting, som de har arvet ifølge Albus Dumbledores testamente: Ron får Dumbledores deluminator, som giver magt til at fange lys; Hermione modtager en børnebog skrevet med Gamle Runer; Harry arver Godric Gryffindors sværd og Det Gyldne Lyn, som han fangede i sin allerførste Quidditch kamp han spillede. Ministeriet beholder sværdet, da de hævder at det ikke oprindeligt tilhørte Dumbledore. Da Scrimgeour har forladt scenen, finder Harry en skjult inskription på Det Gyldne Lyn: "Jeg åbner, når det lukker".

### Eftersøgningen afHorcruxerne
Under Bill(William Arthur Weasley) og Fleurs(Fleur Isabelle Delacur) bryllupsreception ankommer Kingo Sjækelbolts patronus, og advarer om at Ministeriet er faldet, Rufus Scrimgeour er død og at "de kommer". Nogle øjeblikke senere ankommer dødsgardister på udkig efter Harry(Harry James Potter), Ron(Ronald Billius Weasley) og Hermione(Hermione Jean Granger) undslipper angrebet og flygter til den forladte Black-ejendom, hvor de opdager at Regulus Arcturus Black er den "R.A.B." som fjernede amulet-horcruxen fra søen. De opdager, at Dolora Nidkjær nu har den, og infiltrerer Ministeriet for Magi ved hjælp af Polyjuice eliksir og får fat i horcruxen.
Efter flere måneder på flugt overhører de tre en samtale som afslører at sværdet, som ministeriet har konfiskeret, senere blev anbragt i Bellatrix Lestranges Gringotts bankboks. Men de opdager også at sværdet er en forfalskning; det er dog stadig ukendt, hvor Gryffindors virkelige sværd befinder sig. Harry spørger portrættet af Phineas Nigellus og får at vide, at Dumbledore har ødelagt en horcrux med det virkelige sværd. Harry kan ikke ødelægge medaljonen og vil derfor finde det virkelige sværd, men Ron bliver træt af eftersøgningen og forlader dem. Harry og Hermione tager til Godric Dalen i håb om at Dumbledore har skjult den der. Der bliver de imidlertid overfaldet af Voldemort(Tom Marvolo Riddle/Romeo Detlev Gåde) og hans slange Nagini. Under flugten kommer Hermione til at knække Harrys tryllestav.
En aften viser en patronus af form som en då sig i nærheden af lejren, og leder Harry til Gryffindors virkelige sværd. Da Harry tager sværdet, begynder amulet-horcruxen om hans hals at kvæle ham. Ron, der pludselig kommer tilbage, redder Harry og bruger sværdet til at ødelægge horcruxen.

### Dødsregalierne
De tre tager af sted for at finde Xenophilius Lovegood, Luna Lovegoods far, og spørge ham om et symbol de har set i Godric Dalen, i den bog som Dumbledore havde testamenteret til Hermione, og også om et vedhæng som Xenophilius havde på til brylluppet. Han fortæller dem at symbolet repræsenterer Dødsregalierne, tre legendariske objekter som overvinder døden: Oldstaven, Genopstandelsesstenen og Usynlighedskappen. De må dog flygte da Xenophilius forråder dem til Ministeriet i håb om at de vil løslade hans datter, som holdes fanget. Harry mener nu at hans usynlighedskappe er et Dødsregalie.
I lejren bliver de tre fanget af "snatchers" og de bliver indespærret på Malfoy-godset, som er Dødsgardisternes nye hovedkvarter. Da Bellatrix Lestrange finder sværdet blandt de tres ejendele, frygter hun at de er brudt ind i hendes bankboks i Gringotts. Dobby dukker op for at befri fangerne, men Peter Pettigrew opdager dem. Han tilbagebetaler sin livs-gæld til Harry, men bliver kvalt af sin egen sølv-hånd. Da de flygter, tager Harry Belleatrixs og Draco Malfoys tryllestave, men Dobby bliver dræbt af Bellatrix. De tre gætter på at Bellatrixs bankboks indeholder en horcrux og bryder ind i Gringotts, hvor de får fat i en horcrux i form af Helga Hufflepuffs Bæger, og undslipper ved at ride på en drage. Voldemort bliver endelig klar over at hans horcruxer er ved at blive destrueret, og hans telepatiske forbindelse med Harry afslører ved et uheld, at endnu en horcrux er skjult på Hogwarts.

### Slaget om Hogwarts
Dumbledores bror, Aberforth, hjælper de tre med at komme ind på Hogwarts. De advarer lærerne om Voldemorts snarlige ankomst. De yngste elever bliver evakueret, mens medlemmer af Fønixordenen ankommer. Da styrkerne, som er loyale mod Voldemort, angriber Hogwarts, får Harry at vide, at Ravenclaws diadem er en horcrux og kommer i tanke om at han har set den i Fornødenhedsrummet. I mellemtiden trænger Ron og Hermione ind i Hemmelighedernes Kammer for at få basilisk-tænder, hvormed Hermione ødelægger Hufflepuffs Bæger. I Det Nødvendige Værelse bliver de tre konfronteret med Draco, Crabbe, og Goyle. Crabbe håndterer en kraftig trylleformular forkert, hvorved han bliver dræbt og ved et uheld ødelægger diademet. Inden Harry tog til fornødenshedsrummet vendte Percy Weasley tilbage, han indrømmer at han har taget fejl og han hjælper nu til med at bekæmpe dødsgardisterne, og den Minister for Magi som han troede var på "de godes" side
Harry har endnu en vision og leder sine venner til Det Hylende Hus hvor Voldemort beordrer Nagini til at dræbe Severus Snape. Voldemort tror at Snape blev herre over Oldstaven da Snape dræbte dens tidligere ejer, Dumbledore, og at med Snapes død vil staven nu være i hans magt. Da Snape dør, giver han Harry sine minder, og Harry bruger Mindekarret til at opdage, at Snape altid har været loyal mod Dumbledore, motiveret af sin livslange kærlighed til Lily Evans, Harrys mor. Dumbledore, som var dømt til at dø efter at han var blevet forbandet af Marvolo Gaunts ring, havde instrueret Snape om at dræbe ham, om nødvendigt, for at Draco ikke skulle gøre det. Snape sendte også den dådyr-formede patronus for at føre Harry til Gryffindors sværd. Harry opdager også at han selv er en horcrux, og at Voldemort ikke kan dræbes mens Harry stadig er i live.
Harry accepterer sin skæbne, og går alene ud i Den Forbudte Skov hvor Voldemort venter. Harry åbner Det Gyldne Lyn som han modtog fra Dumbledore og finder Genopstandelses-stenen indeni. Han bruger den til at fremmane ånderne af James og Lily Potter, Sirius Black og Remus Lupus (som for nylig er blevet dræbt i kamp sammen med sin hustru, Tonks), som trøster ham. Rede til døden lader han Voldemort ramme ham med Avada Kedavra forbandelsen. Men Harry vågner i noget der ser ud til at være King's Cross jernbanestationen, hvor Albus Dumbledore forklarer, at selv om horcruxen inden i Harry er blevet ødelagt, kan Harry ikke dø så længe blodet som bærer Lilys beskyttelse befinder sig i Voldemorts krop.
Tilbage i skoven kommer Harry til sig selv. Han lader som om han er død og bliver båret til Hogwarts som et trofæ for Voldemorts magt. Da forstærkninger stormer ind, skjuler Harry sig under Usynlighedskappen, mens Neville trækker Gryffindors sværd op af Fordelingshatten og halshugger Nagini, hvorved han ødelægger den sidste horcrux. Harry konfronterer Voldemort. Han bliver klar over, at da Draco Malfoy tog tryllestaven fra Dumbledore, blev Draco Oldstavens herre uden at vide det. Da Harry senere tog Dracos tryllestav, blev Harry Oldstavens herre. Voldemort kaster Avada Kedavra forbandelsen mod Harry, men Oldstaven beskytter sin herre, og forbandelsen reflekteres og dræber Voldemort.
Kort efter besøger Harry Dumbledores portræt. Han fortæller rektor, at han vil beholde Usynlighedskappen, men har efterladt Genopstandelses-stenen i Den Forbudte Skov og vil bringe Oldstaven tilbage til Dumbledores grav. Så længe Harry ikke bliver overvundet, vil Oldstavens magt dø sammen med ham.

### Epilog
I historiens epilog, som foregår nitten år senere, har Harry og Ginny tre børn, James Sirius, Albus Severus og Lily Luna. Ron og Hermione har to børn ved navn Rose og Hugo. Harry fortæller Albus Severus, som ikke vil sorteres ind i Slytherin, at Severus Snape, hans navnefælle, som nok er den tapreste mand Harry nogensinde har mødt også var der, så hvis det skulle blive Slytherin ville det ikke gøre noget. Neville er nu Hogwarts' botanik-lærer og er nær ven med Harry. Harry hilser også på Draco Malfoy, som har fået en søn ved navn Scorpius.

## Baggrund

### Valg af titel
Kort før afsløringen af titlen bekendtgjorde J. K. Rowling at hun havde overvejet tre titler til bogen. Den endelige titel, Harry Potter and the Deathly Hallows blev offentliggjort 21. december 2006 gennem et specielt hangman-spil med juletema på Rowlings hjemmeside, og snart efter bekræftet af bogens udgivere. Da hun under en livechat blev spurgt om de to andre titler hun havde overvejet, nævnte Rowling Harry Potter and the Elder Wand og Harry Potter and the Peverell Quest.

### Fuldførelsen af bogen
Rowling fuldførte bogen mens hun opholdt sig på Balmoral Hotel i Edinburgh i januar 2007, og efterlod en signeret meddelelse på en marmorbuste af Hermes i sit værelse, hvor der stod: "J. K. Rowling blev færdig med at skrive Harry Potter og Dødsregalierne i dette rum (652) 11. januar 2007". I en besked på sin hjemmeside skrev hun "Jeg har aldrig følt en sådan blanding af ekstreme følelser i mit liv, aldrig drømt om at jeg på samme tid kunne føle mig sønderknust og euforisk." Hun sammenlignede sine blandede følelser med dem som Charles Dickens gav udtryk for i forordet til 1850-udgaven af David Copperfield, "en to år lang fantasifuld opgave." "Hvortil," tilføjede hun, "jeg kun kan sukke, prøv 17 år, Charles..." Hun afsluttede sin besked med at skrive "Deathly Hallows er min favorit, og det er den mest vidunderlige måde at afslutte serien på."
Da hun før udgivelsen blev spurgt om den kommende bog, udtalte Rowling at hun ikke kunne ændre slutningen, selv hvis hun ønskede. "Disse bøger har været planlagt i så lang tid, og efter seks bøger nu, at de alle fører i en bestemt retning. Så jeg kan virkelig ikke." Hun nævnte også at den sidste bog er tæt forbundet til den forgående bog i serien, Harry Potter og Halvblodsprinsen, "næsten som er de to dele af den samme roman." Hun har sagt at det sidste kapital af bogen blev skrevet "engang i nærheden af 1990", som en del af hendes tidligste arbejde på serien.

## Udgivelse

### Marketing og promotion
Udgivelsen blev fejret ved en helnats-bogsignering på læsning på Natural History Museum i London, som Rowling tog til sammen med 1.700 gæster valgt ved hemmelig afstemning. Rowling rejste rundt i USA i oktober 2007, hvor en anden begivenhed blev afholdt i Carnegie Hall i New York med billetter fundet ved sweepstakes.
Scholastic Inc., den amerikanske udgiver af Harry Potter-serien, lancerede en flere millioner dyr marketingskampagne, "THERE WILL SOON BE 7" ("Der vil snart være 7"), med en 'Natbus' som kørte til 40 biblioteker over hele USA, online fandiskussioner og konkurrencer, samler-bogmærker, tatoveringer og den opsatte udgivelse af 7 af de spørgsmål til Dødsregalierne som havde været mest diskuterede blandt fans. I optakten til bogens udgivelse udsendte Scholastic 7 spørgsmål som fans ville få svarene på i den endelige bog:
1. Hvem vil leve? Hvem vil dø?
2. Er Snape god eller ond?
3. Vil Hogwarts åbne igen?
4. Hvem ender sammen med hvem?
5. Hvor er horcruxerne?
6. Vil Voldemort blive besejret?
7. Hvad er Dødsregalierne?

Scholastic var også værter for "Harry Potter Place" — en magisk og interaktiv gadefest ved Scholastics hovedkvarter i New York, hvor de første amerikanske signerede udgaver af Dødsregalierne blev afsløret 20. juli 2007. Blandt festlighederne var en 6 meter høj slagpoppel, ansigtsmaling, tryllestavslavning, ildslugere, tryllekunstnere og jonglører.
J. K. Rowling arrangerede sammen med sin udgivere at en plakat med det forsvundne britiske barn Madeleine McCanns ansigt skulle være tilgængelig for boghandlere når Dødsregalierne blev udgivet 21. juli 2007 og sagde at hun håbede på at plakaterne ville blive vist tydeligt i butikker over hele verden.

### Spoilerforbud
Rowling kom med en offentlig appel om at alle med information om indholdet af den sidste bog burde holde det for dem selv, for at undgå at spolere oplevelsen for andre læsere. Af samme grund investerede Bloomsbury 10 millioner £ i et forsøg på at holde bogens indhold sikkert frem til udgivelsen 21. juli. Arthur Levine, amerikansk redaktør af Harry Potter-serien, benægtede at have distribueret nogle eksemplarer af Dødsregalierne på forhånd til anmeldelser i pressen, men to amerikanske aviser trykkede alligevel tidlige anmeldelser. Der var spekulation om nogle butikker ville bryde forbuddet og distribuere eksemplarer af bogen før tid, da den hidtidige straf — at distributøren ikke ville få fremtidige eksemplarer af serien — ikke længere ville være relevant.

### Udsivninger online og tidlig levering
I ugerne før sin udgivelse begyndte en række tekster, som angiveligt var udsivninger fra den rigtige bog, at komme frem. 16. juli blev en række fotografier, som viste alle 759 sider af den amerikanske udgave, lækket og blev fuldt transskriberet før den officielle udgivelsesdato. Fotografierne dukkede senere op på hjemmesider og peer-to-peer-netværk, hvilket førte Scholastic til at søge en subpoena for at få identificeret kilden. Dette repræsenterede det mest alvorlige sikkerhedsbrud i Harry Potter-seriens historie. Rowling og hendes advokat indrømmede at der fandtes materiale fra bogen blandt det lækkede materiale online. Anmeldelser udgivet i både The Baltimore Sun og The New York Times 18. juli 2007 bekræftede mange af plotelementerne fra denne lækage, og omkring en dag før udgivelsen bekræftede The New York Times at de centrale lækkede dokumenter som var i cirkulation var ægte.
Scholastic bekendtgjorde at omkring en 10.000-del (0.0001) af den amerikanske forsyning var blevet sendt af sted tidligt — fortolket som 1.200 eksemplarer. En læser i Maryland modtog et eksemplar af bogen i posten fra DeepDiscount.com fire dage før den blev udgivet, hvilket førte til skeptiske svar både fra Scholastic og DeepDiscount. Scholastic udtalte oprindeligt at de var tilfredse med at det havde været en "menneskelig fejl" og ville ikke diskutere mulige straffe. Den følgende dag udtalte Scholastic dog, at de ville sagsøge DeepDiscount.com og dennes distributør, Levy Home Entertainment. Scholastic indbragte sagen for Chicagos Circuit Court of Cook County, og anklagede DeepDiscount for at have deltaget i et "fuldstændigt og skamløst brud på aftalerne som de vidste var en del af den forsigtigt konstruerede udgivelse af denne længe-ventede bog." Nogle af de bøger fra den for tidlige udgivelse begyndte snart at dukke op på eBay, og blev i et tilfælde solgt til Publishers Weekly for 250$ fra en startpris på 18$.

## Fodnoter
1. ↑  The Celebrity 100 #9: J. K. Rowling [Forbes.com, 2008-06-11] "The final one, Harry Potter and the Deathly Hallows, has sold 44 million since it was published last July, including 15 million in the first 24 hours." Retrieved 2009-07-17
2. ↑  "Harry Potter finale sales hit 11m". BBC. 23. juli 2007. Hentet 2007-07-27.
3. ↑  "Harry Potter and the Deathly Hallows". Arthur A. Levine Books. 2001-2005. Arkiveret fra originalen 22. oktober 2007. Hentet 2009-07-17.
4. 1 2  "Webchat with J.K. Rowling, 30 July 2007". Bloomsbury Publishing. Arkiveret fra originalen 12. oktober 2007. Hentet 2007-07-31.
5. ↑  "J.K.Rowling Official Site". News Archive. Arkiveret fra originalen 5. februar 2012. Hentet 2007-04-23.
6. ↑  "Harry Potter and the Deathly Hallows". Bloomsbury Publishing. 2006-12-21. Arkiveret fra originalen 5. februar 2012. Hentet 2006-12-21.
7. ↑  Cornwell, Tim (2007-02-03). "Finish or bust  — J. K. Rowling's unlikely message in an Edinburgh hotel room". The Scotsman. Hentet 2007-03-29.
8. ↑  "Rowling reacts to Potter's end". USA Today. Associated Press. 2007-02-06. Hentet 2007-07-21.
9. ↑  "One-on-one interview with J.K. Rowling" (reprint). ITV. 2005-07-17. Hentet 2007-06-16.
10. ↑  Rowling, J. K. (2004-03-15). "Progress on Book Six". J. K. Rowling Official Site. Arkiveret fra originalen 19. december 2008. Hentet 2006-12-23.
11. ↑  "Rowling to kill two in final book". BBC News. 2006-06-27. Hentet 2007-07-25.
12. ↑  "Harry Potter". Scholastic. Arkiveret fra originalen 25. maj 2007. Hentet 2007-05-25.
13. ↑  "The Open Book Tour, October 2007". J.K.Rowling Official Site. 14. juli 2007. Arkiveret fra originalen 7. juli 2007. Hentet 2007-07-14.
14. ↑  "Scholastic announces record breaking 12 million first printing in United States of Harry Potter and the Deathly Hallows". Scholastic. 14. marts 2007. Arkiveret fra originalen 23. juni 2007. Hentet 2007-07-09.
15. ↑  "Harry Potter: Shrieking Shack Poll". Scholastic. Hentet 2007-08-18.
16. ↑  "Scholastic to Host "Harry Potter Place"". Scholastic. 2007-06-26. Arkiveret fra originalen 20. maj 2011. Hentet 2007-06-26.
17. ↑  "Rowling in Madeleine poster plea". BBC News. 2007-07-16. Hentet 2007-07-17.
18. ↑  Rowling, J. K. (14. maj 2007). "J.K.Rowling Official Site". Arkiveret fra originalen 30. december 2005. Hentet 2007-05-18.
19. ↑  "10 million pounds to guard 7th Harry Potter book". Rediff News. 16. juli 2007. Hentet 2007-07-16.
20. ↑  "Editor Says Deathly Hallows Is Unleakable". MTV Overdrive (video). 17. juli 2007. Arkiveret fra originalen 10. august 2007. Hentet 2007-07-19.
21. ↑  "Potter embargo "could be broken"". BBC News. 12. juli 2007. Hentet 2007-07-17.
22. ↑  "Harry Potter Fans Transcribe Book from Photos". TorrentFreak. 18. juli 2007. Hentet 2007-07-19.
23. ↑  "New Potter book leaked online". Sydney Morning Herald, Fairfax newspapers. 18. juli 2007. Hentet 2007-07-18.
24. ↑  "Harry Potter and the Deathly Hallows leaked to BitTorrent". TorrentFreak. 17. juli 2007. Hentet 2007-07-19.
25. ↑  Healey, Jon (20. juli 2007). "Harry Potter Spoiler Count". Los Angeles Times. Hentet 2007-07-20.
26. ↑  Hoyt, Clark (30. juli 2007). "Did the Times Betray Harry Potter Fans?". New York Times. Hentet 2007-07-30.
27. 1 2  Fenton, Ben (17. juli 2007). "Web abuzz over Potter leak claims". Hentet 2007-07-20.
28. ↑  Malvern, Jack (2007-07-19). "Harry Potter and the great web leak". Arkiveret fra originalen 6. juli 2008. Hentet 2007-07-19.
29. ↑  "The spell is broken". The Baltimore Sun. 18. juli 2007. Arkiveret fra originalen 6. maj 2021. Hentet 2007-07-18.
30. ↑  "Press release from Scholastic". PR Newswire (from Scholastic). 18. juli 2007. Hentet 2007-07-18.
31. ↑  "Distributor mails final Potter book early". MSNBC Interactive. 18. juli 2007. Hentet 2007-07-18.
32. ↑  "I Was an eBay Voldemort". National Review Online. 20. juli 2007. Arkiveret fra originalen 5. august 2007. Hentet 2007-07-20.